# Bela Cruz
Bela Cruz este un oraș în statul Ceará (CE) din Brazilia.